# Porțile pădurii
Porțile pădurii (în franceză Les Portes de la forêt) este un roman scris în limba franceză de Elie Wiesel și publicat la Éditions du Seuil din Paris în 1964. El a fost tradus pentru prima dată în limba engleză sub titlul The Gates of the Forest (Holt, Rinehart and Winston, 1966) și în limba română ca Porțile pădurii (Ed. Univers, București, 1989) - traducere de Bianca Zamfirescu.

## Prefața
Prefața cărții cuprinde o poveste denumită adesea „Dumnezeu l-a zămislit pe om, fiindcă îi plac poveștile”. Povestea imaginează o serie de lideri hasidici istorici, fiecare dintre ei urmând o tradiție, transmisă incomplet de la o generație la alta, pentru a realiza mântuirea comunității respective printr-un miracol. Rabinul Baal Șem Tov (1698-1760) este descris ca făcând aceasta prin folosirea a trei elemente: meditația într-un anumit loc din pădure, o anumită rugăciune și aprinderea unui foc. Despre conducătorii următori, Magidul din Mejirici (+1772), rabinul Moșe-Leib de Sasov (1745-1807) și rabinul Israel de Rujîn (1797-1850), se presupune că fiecare știa cum să îndeplinească ritualul folosind cu un element mai puțin decât rabinul anterior, astfel încât ultimul dintre ei i-a spus lui Dumnezeu: „...Tot ceea ce știu este să istorisesc această poveste....” și a constatat că acesta era, după cum spera, suficientă pentru obținerea miracolului necesar. Wiesel explică această suficiență prin fraza sa de final: „Dumnezeu l-a zămislit pe om, fiindcă îi plac poveștile”.